# Adrian-Ionuț Chesnoiu
Adrian-Ionuț Chesnoiu (n. 12 mai 1982, Coteana, România) este un deputat român, ales în 2020 din partea PSD. Începând cu 25 noiembrie a devenit ministrul Agriculturii și Dezvoltării Rurale în guvernul Nicolae Ciucă. La data de 23 iunie 2022, el a demisionat din funcția de ministrul al  agriculturii și dezvoltării rurale  ca urmarea acuzațiilor de corupție.

## Controverse
Pe 7 decembrie 2022 DNA l-a trimis în judecată pe Adrian Chesnoiu pentru abuz în serviciu și instigare la permiterea accesului unor persoane neautorizate la informații ce nu sunt destinate publicității.